# Hackberry (Luisiana)
Hackberry é uma Região censo-designada localizada no estado americano de Luisiana, na Paróquia de Cameron.

## Demografia
Segundo o censo americano de 2000, a sua população era de 1699 habitantes.

## Geografia
De acordo com o United States Census Bureau tem uma área de
242,6 km², dos quais 213,0 km² cobertos por terra e 29,6 km² cobertos por água.

## Localidades na vizinhança
O diagrama seguinte representa as localidades num raio de 32 km ao redor de Hackberry.